# Dismantled
Dismantled è un progetto artistico del musicista statunitense di musica elettronica Gary Zon.

## Storia
Dismantled è il prodotto di un esperimento iniziato verso la fine del 2000 da Gary Zon, che stava cercando di creare qualcosa di simile al suono dei Front Line Assembly. Dopo aver ottenuto un notevole apprezzamento dagli ascoltatori online, Gary iniziò a costruire un suono più approfondito facendosi influenzare dalla televisione, dal cinema e dalla musica stessa aggiunse la voce al mix. Il suono risultante era un miscuglio unico di melodico, sebbene complesso e con sfaccettature elettro-industrial messe insieme in un contesto di elementi Intelligent Dance Music. Questo insieme dark, futuristico, ottenne ancora maggior successo quando venne paragonato al suono dei Front Line Assembly, Haujobb, Wumpscut e Velvet Acid Christ.
Il primo ed unico demo di Dismantled fu pubblicato nel marzo del 2001 nel sito www.mp3.com. Variazioni del Demo furono inviati a etichette discografiche e stazioni radio. Dopo quattro mesi di attesa, il demo attrasse l'attenzione della Dependent Records, la quale pubblicò il pezzo "Purity" sulla loro compilation Septic II assieme ad altre band come Apoptygma Berzerk, Front Line Assembly, e VNV Nation. Alla fine di ottobre del 2001, Metropolis Records contattò Zon ed espresse interesse a lavorare con Dismantled.
Nel 2002, un'altra canzone di Dismantled, "Survivor," guadagnò un posto su Dystopian Visions Resist the Command 2 compilation, e Dismantled ebbe la meglio su un remix contestato a Wumpscut "Wreath of Barbs." L'albom omonimo di debutto per Dismantled fu pubblicato il 4 giugno del 2002 per Metropolis Records che lo distribuiva in tutto il Nord America e Dependent Records per l'Europa. Diverse pubblicazioni media citarono Dismantled come la novità dell'elettronica per l'anno 2002.
La seconda uscita di Dismantled nel 2004, Post Nuclear, è composta da un nuovo standard aggro-electro. Gary si fece aiutare da altri musicisti per le performance live; "Loud" Chris DeMarcus alle percussioni, Adrian White alla batteria, Jimie Kurczodyna al basso e alle tastiere, e Dale sempre al basso e alle tastiere. In questo lavoro non vi erano solo canzoni aggressive ed estreme, vi erano anche pezzi più soft che aiutarono a rendere più ascoltabile la pubblicazione. Atmosfera composta da sintetizzatori rudi, battiti distorti, voci grugniti, melodie pulite, e samples magistralmente camuffati rendono differente Post Nuclear.
Dopo il successo e l'acclamato giudizio critico dell'album, Post Nuclear, Dismantled restarono in studio a preparare il loro lavoro seguente, Standard Issue, che fu pubblicato nel 2006. Come anticipazione dell'album, Dismantled presentarono the Breed To Death EP. Descritto da Gary Zon stesso come avente un "predetto, club-oriented suono che è una reazione contro il clamore sociale che mi circonda di questi tempi," Breed to Death è pensato per essere suonato nei club. Una fusion degli anni ottanta, electro-clash, e trance assieme a elettronica tradizionale e sintetizzatori rudi, il titolo fu pensato per esagerare e stereotipizzare la new wave dell'elettronica, così come per bilanciare la complessità inerente alla musica di Dismantled.
Recentemente, Gary Zon è impegnato in due progetti. Uno è Aerodrone, una band electroclash scritturata da Warner/Cordless Records. L'altro che include la cantante TZA, si chiama no.not.never. Il suono di No.not.never è un melodico futurepop alternative rock.

## Discografia

### Album
- - Dismantled (2002)
  - Post Nuclear (2004)
  - Standard Issue (2006)
  - When I'm Dead (2007)

### EP e singoli
- - Dystopia (2002)
  - Exit (2003)
  - Breed to Death (2005)
  - Anthem (webrelease only) (2006)
  - Thanks for everything (2006)